# 김기리 (사제)
김기리는 대한성공회 서울교구에서 최초로 사제서품을 받은 여성 성공회 사제이다. 1998년 성공회대학교 신학대학원에 입학하였다.  2007년 서울 교구 인사발령에 따라 휴직을 면(免)하고, 성공회 서울 교구 여성활동단체 비상근 간사로 발령되어 활동했다.성공회 내부에서 진행된 여성 성직자 서품에 대한 논란으로 1999년 성직후보자시험을 거부당한 경험이 있으며, 이후 영국 버밍엄에서 1년간 수학하고 귀국한 후 사제서품받았다.